# Моголют
Моголют (Моголюты) (бур. Моголюд) — деревня в Осинском районе Иркутской области (Усть-Ордынский Бурятский округ). Входит в муниципальное образование «Бурят-Янгуты».

## География
Расположена примерно в 17 км к востоку от районного центра, села Оса, на абсолютной высоте 435 м над уровнем моря.

### Внутреннее деление
Состоит из 2-х улиц: Моголютская и Хальская. Кроме того, в деревне есть район Калтус.

## Топонимика
Название Моголют, возможно, происходит от названия бурятского рода моголюд.

## Население
| 2002 | 2010 | 2011 | 2012 |
| ---- | ---- | ---- | ---- |
| 95   | ↘81  | →81  | →81  |

## Известные уроженцы
- Етобаев, Арсений Михайлович (15 сентября 1903—1987) — советский снайпер, уничтоживший 356 немецких захватчиков. Кавалер ордена Ленина и ордена Красной Звезды, полный кавалер ордена Отечественной войны. Участник Великой Отечественной войны, Гражданской войны и Конфликта на КВЖД.